# Кабеса-Санта
Кабеса-Санта (порт. Cabeça Santa)  —  район (фрегезия) в Португалии,  входит в округ Порту. Является составной частью муниципалитета  Пенафиел. По старому административному делению входил в провинцию Дору-Литорал. Входит в экономико-статистический  субрегион Тамега, который входит в Северный регион. Население составляет 2537 человек на 2001 год. Занимает площадь 5,10 км².